# Pipiza abdominalis
Pipiza abdominalis är en tvåvingeart som först beskrevs av Tokuichi Shiraki och Edashige 1953.  Pipiza abdominalis ingår i släktet gallblomflugor, och familjen blomflugor. Inga underarter finns listade i Catalogue of Life.